# Julio Ego-Aguirre
Julio Enrique Ego-Aguirre Dongo (Lima, 19 de junio de 1865 - Ib. 12 de junio de 1941) fue abogado y político peruano. Amigo y partidario del presidente Augusto B. Leguía, fue ministro de Fomento y Obras Públicas (1909-1911), ministro de Justicia, Culto e Instrucción y presidente del Consejo de Ministros (1922-1924). Fue también senador por Loreto y ministro interino de Relaciones Exteriores.

## Biografía
Fue hijo de Mariano Ego-Aguirre y Antonia Dongo. Estudió en el Colegio Nacional Nuestra Señora de Guadalupe. Cursó estudios superiores en la Universidad Nacional Mayor de San Marcos, donde se graduó de doctor en Jurisprudencia en 1884 y se recibió de abogado en 1885. Se estableció en Iquitos, donde ejerció su profesión.
Por un tiempo radicó en Bolivia. De regreso a su país natal, incursionó en la política y fue elegido en 1907 como senador por Loreto, circunscripción que conocía personalmente y donde contaba con bastante popularidad. El financista de su campaña fue el célebre empresario cauchero Julio C. Arana, a quien sirvió como abogado, dos años luego de estallar los llamados escándalos del Putumayo, episodio negro de la explotación cauchera en la selva peruana colindante con Colombia, donde miles de indígenas fueron torturados y asesinados.
Gobernaba entonces el señor Augusto B. Leguía, en su primer gobierno, bajo cuyo auspicio Ego-Aguirre fue nombrado ministro de Fomento, cargo que ejerció de 17 de diciembre de 1909 a 31 de agosto de 1911, cuando le sucedió Agustín de la Torre González. Fue bajo su periodo ministerial que se dio la ley N.º 1378 sobre accidentes de trabajo, que hacía responsables a los empresarios en caso de accidentes que sufrieran sus obreros y empleados en el trabajo o en relación con este. Fue la primera ley de ese tipo que se dio en el continente americano, si se exceptúa Canadá (20 de enero de 1911).
En 1913 se retiró de la política y vivió algunos años en Europa, pero volvió en 1919 al iniciarse el nuevo gobierno de Leguía, siendo nuevamente elegido senador por Loreto. En 1922 se le confió la cartera de Justicia, Culto, Instrucción y Beneficencia, y poco después pasó a presidir el Consejo de Ministros, en reemplazo del renunciante Germán Leguía y Martínez.
Su periodo como primer ministro se extendió de 7 de octubre de 1922 a 12 de octubre de 1924. Durante ese lapso ocurrieron sucesos resonantes en la política peruana. El 31 de marzo de 1923 falleció el líder opositor Augusto Durand, del partido liberal, mientras era trasladado preso en un buque de la armada. Durand se hallaba mal de salud y no resistió el largo trayecto desde Paita hasta el Callao, falleciendo en alta mar; pronto circularon rumores de que en realidad había sido envenenado. El 23 de mayo de 1923 se produjo una espectacular manifestación pública encabezada por el líder estudiantil Víctor Raúl Haya de la Torre en contra la consagración de la República al Sagrado Corazón de Jesús, huelga en la que resultaron víctimas de la represión un obrero y un estudiante. Haya fue apresado y desterrado; volvería tiempo después, ya caído Leguía, como líder de un nuevo partido, el APRA. Por entonces se hizo también la enmienda constitucional para permitir la primera reelección presidencial. Germán Leguía y Martínez, su antecesor en el cargo, que había renunciado por estar en desacuerdo con el reeleccionismo, fue apresado y luego deportado (15 de noviembre de 1923).
Como aciertos de su gestión como ministro de Instrucción, se mencionan su preocupación por el rescate de la memoria del país, con la creación del Archivo Histórico de Cuzco y la reorganización del Archivo Nacional; así como la solución de la crisis universitaria; de dotar a la universidad de cuantiosas rentas; y de proponer una ley que reorganizaba la enseñanza universitaria, la misma que fue aprobada en el parlamento.
Interinamente se encargó del Ministerio de Relaciones Exteriores, por ausencia del canciller Alberto Salomón Osorio, de 27 de febrero a 29 de abril de 1924.
Cuando en el Congreso se votó la aprobación del controvertido Tratado Salomón-Lozano (que resolvía el largo litigio fronterizo peruano-colombiana), Ego-Aguirre se contó entre los siete legisladores que votaron en contra, frente la abrumadora mayoría de 102 representantes que votaron a favor (20 de diciembre de 1927). Los otros seis fueron los senadores Julio C. Arana y Pío Max Medina, y los diputados Santiago Arévalo, Toribio Hernández Mesía, Vicente Noriega del Águila y Fermín Málaga Santolalla.
El historiador Alfonso W. Quiroz, en su libro Historia de la corrupción en el Perú, refiriéndose a la extendida corrupción pública del gobierno de Leguía, menciona que Ego Aguirre fue uno de los ministros de Estado que llegaron a la función pública sin mayor riqueza y que súbitamente aparecieron amasando fortunas. Como fue el caso de Alberto Salomón, Pedro José Rada y Gamio, Alejandrino Maguiña,  Lauro Curletti, entre otros ministros del leguiísmo.